# HB-Care
HB-Care A/S er en dansk leverandør af visiteret specialkørsel til kommuner og institutioner. Virksomheden har hovedkontor i Bagsværd med kontorer i Tilst og Tinglev og over 400 busser på vejene. Virksomheden blev etableret i 1981 under navnet Handicap-Befordring A/S. I 2018 skiftede de navn til HB-Care A/S, i forbindelse med, at de blev en del af Moove Group / Greenfleet - koncernen, der også ejer Dantaxi 4x48. I regnskabsåret 2023 havde de 475 ansatte og omsatte for 381 mio. kroner.